# Xu (kejsarinna)
Xu, född 1362, död 1407, var en kinesisk kejsarinna, gift med Yongle-kejsaren. 
Xu gifte sig med tronföljaren som hans maka av första rangen 1376, och blev därmed hans kejsarinna 1402. Hon beskrivs som politiskt engagerad och bildad, skrev en bok om berömda kvinnor och ska ha varit den första person som författat en buddhistisk sutra inspirerad av en dröm. 